# Rodopi Peak
Der Rodopi Peak (englisch; bulgarisch връх Родопи wrach Rodopi) ist ein etwa 500 m hoher Berg auf der Livingston-Insel im Archipel der Südlichen Shetlandinseln. Im Delchev Ridge der Tangra Mountains ragt er 2,95 km ostsüdöstlich des Rila Point, 1,9 km nordnordöstlich des Delchev Peak und 1,05 km westlich des Paisiy Peak auf. Der Sopot-Piedmont-Gletscher liegt westlich und nördlich von ihm.
Die bulgarische Kommission für Antarktische Geographische Namen benannte ihn 2004 nach den Rhodopen, einem Gebirge im Süden Bulgariens.